# Eva Schulze-Knabe
Eva Schulze-Knabe, née le 11 mai 1907 à Pirna et morte le 15 juillet 1976 à Dresde, est une peintre, graphiste et résistante allemande au nazisme.

## Biographie
Elle étudie de 1924 à 1926 à Leipzig et de 1928 à 1932 à l'École supérieure des beaux-arts de Dresde. Dès 1929, elle est membre du groupe d'artistes Assoziation revolutionärer bildender Künstler (ASSO) qui regroupe des artistes communistes, puis en 1931 elle adhère au Parti communiste d'Allemagne. La même année, elle épouse le peintre Fritz Schulze (de).
Après la prise du pouvoir par les Nazis, elle tente avec quelques camarades de continuer à faire vivre la cellule du parti communiste, désormais interdit. Cela lui vaut d'être emprisonnée une première fois en 1933 et envoyée au camp de concentration de Hohnstein (de) où elle reste détenue six mois. Son groupe de résistants est découvert en 1941, et elle est condamnée en 1942 à une peine de prison à perpétuité par le Volksgerichtshof, tandis que son époux Fritz est condamné à mort et exécuté en juin 1942 à la prison de Berlin-Plötzensee.
Après avoir été libérée en 1945 de la prison de Waldheim (près de Chemnitz), elle vit de ses œuvres à Dresde. Elle se consacre à un cercle de peinture et de dessin fondé en 1948 au sein de l'entreprise VEM Sachsenwerk.
Elle meurt le 15 juillet 1976 à Dresde et est inhumée au Heidefriedhof.

## Œuvre
Sa production comporte beaucoup de tableaux transmettant un message politique, et une série d'auto-portraits. Elle a laissé des sgraffites, dont un datant de 1958 sur la façade nord du n°3 de la Semperstrasse à Dresde.